# NK Bravo
Nogometni klub Bravo (tiếng Anh: Câu lạc bộ bóng đá Bravo), thường hay gọi đơn giản Bravo, là một câu lạc bộ bóng đá Slovenia đến từ Ljubljana, thi đấu ở Giải bóng đá vô địch quốc gia Slovenia. Câu lạc bộ được thành lập năm 2006.

## Đội hình hiện tại
Tính đến 16 tháng 1 năm 2020

Ghi chú: Quốc kỳ chỉ đội tuyển quốc gia được xác định rõ trong điều lệ tư cách FIFA. Các cầu thủ có thể giữ hơn một quốc tịch ngoài FIFA.
| Số | VT | Quốc gia           | Cầu thủ                           |
| -- | -- | ------------------ | --------------------------------- |
| 1  | TM | Slovenia           | Igor Vekič                        |
| 2  | HV | Slovenia           | Žan Trontelj                      |
| 4  | HV | Slovenia           | David Brekalo                     |
| 5  | HV | Pháp               | Emerick Eckert                    |
| 6  | TV | Slovenia           | Gal Primc                         |
| 7  | TĐ | Bắc Macedonia      | Besart Abdurahimi                 |
| 8  | TV | Nigeria            | Ovbokha Agboyi                    |
| 9  | TV | Slovenia           | Martin Kramarič (mượn từ Maribor) |
| 10 | TĐ | Slovenia           | Mustafa Nukić                     |
| 11 | TĐ | Croatia            | Roko Baturina                     |
| 13 | HV | Nhà nước Palestine | Jaka Ihbeisheh                    |

| Số | VT | Quốc gia | Cầu thủ                                  |
| -- | -- | -------- | ---------------------------------------- |
| 15 | HV | Slovenia | Vanja Drkušić                            |
| 17 | TV | Slovenia | Andraž Kirm                              |
| 18 | TĐ | Ghana    | Ibrahim Mensah                           |
| 20 | HV | Slovenia | Matevž Matko                             |
| 21 | TĐ | Slovenia | Miha Kancilija                           |
| 22 | TM | Slovenia | Domen Gril (mượn từ TSG 1899 Hoffenheim) |
| 23 | HV | Slovenia | Luka Žinko                               |
| 25 | HV | Slovenia | Amir Feratovič                           |
| 26 | TV | Slovenia | Sandi Ogrinec                            |
| 27 | TĐ | Slovenia | Aljoša Matko (mượn từ Maribor)           |
| 30 | HV | Slovenia | Almin Kurtovič                           |

## Danh hiệu
- Giải bóng đá hạng nhì quốc gia Slovenia: 1

2018–19
- Giải bóng đá hạng ba quốc gia Slovenia: 1

2016–17
- Regional Ljubljana League (cấp độ 4): 1

2014–15
- MNZ Ljubljana League (cấp độ 5): 1

2013–14
- MNZ Ljubljana Cup: 1

2017–18